# Apus balstoni
Apus balstoni là một loài chim trong họ Apodidae.